# David Bruce (inventeur)
Pour les articles homonymes, voir David Bruce et Bruce.
David Bruce Jr, né le 6 février 1802 à Brooklyn, New York, mort le 13 septembre 1892, est un fondeur de caractères, graveur de poinçons, créateur de caractères et imprimeur américain, inventeur d’une machine à fondre les caractères typographiques.

## Biographie
Il est le fils de David Bruce, qui, venu d’Écosse, crée avec son frère George, en 1813, une fonderie de caractères à New York. Auparavant, ils avaient créé une imprimerie et s'étaient consacrés à la stéréotypie avec un grand succès. C'est parce que les fondeurs, craignant de se voir détrônés par ces nouvelles techniques, refusaient de leur vendre le plomb nécessaire, qu'ils créèrent leur propre fonderie. George Bruce est le premier qui essaie de proposer une standardisation des formats de caractères aux États-Unis. 
David Jr entre dans le métier vers 1820 et en apprend toutes les facettes : fabrication des moules, gravure des poinçons, fabrication des matrices, fonte et finition des caractères. Il débute en gravant des matrices en bronze destinées aux caractères de grands corps pour les affiches (avant que l'on n'utilise les caractères en bois). Il entre ensuite comme apprenti chez William Fry, imprimeur à Philadelphie. Puis il revient à la fonderie Bruce, où il travaille jusqu’en 1834. Il se retire alors dans la ferme de son père, à New Jersey, pour travailler à son projet d’une machine à fondre, qui serait plus performante que les essais alors en cours de divers constructeurs, dont le plus abouti était celui construit et utilisé par Elihu White dans sa fonderie. La machine de Bruce, la Pivotal Typecaster, est brevetée pour la première fois en 1836 et le brevet est acheté par son oncle George, devenu le seul patron de la fonderie. Les perfectionnements ultérieurs ne satisfaisant pas George Bruce, la nouvelle machine (1845) est vendue à la Boston Type and Stereotype foundry. Elle est par la suite achetée par de nombreuses fonderies.
David Bruce crée une nouvelle fonderie à Williamsburg (Long Island) en 1846. Huit machines fondent les caractères qu’il a lui-même dessinés et gravés. Mais rapidement, il vend sa fonderie à Peter C. Cortelyou pour se consacrer à son invention et aussi, écrire de nombreux articles pour The Printer, entre 1858 et 1867, qui témoignent à la fois de son érudition dans le domaine de la typographie et d’un talent de plume certain.
La fonderie Bruce s'arrête en 1901 et est rachetée par ATF (American Type Founders).

## LaPivotal Typecaster
La Pivotal Typecaster est une machine qui injecte le métal fondu avec une pompe, ce qui permet de fondre facilement des grands corps. Le moule pivote, imitant le mouvement du fondeur à la main, pour se présenter devant la pompe qui le remplit de métal, puis se renverse pour éjecter le caractère moulé, et recommence l’opération. Elle peut fondre 6000 caractères à l’heure. Selon une tradition bien établie à défaut d’être vérifiée, les ouvriers fondeurs, mécontents de cette nouveauté qui menaçait directement, selon eux, leur gagne-pain, complotèrent pour jeter à l’eau la machine lors d’un transport en ferry, mais Bruce put déjouer le complot à temps.
La Pivotal Typecaster arriva en 1848 en Angleterre.
Le terme pivotal dû à son principe de fonctionnement, sera utilisé pour les machines à fondre fabriquées ultérieurement par d'autres constructeurs.

## Caractères
David Bruce a créé une quantité énorme de polices différentes, romains, italiques, de labeur et de fantaisie, des bordures et des vignettes. Beaucoup sont typiques de l'époque et du style « Western » mais peu d'entre elles sont numérisées. En 2001, Thierry Puyfoulhoux (Presence Typo) a donné de nouvelles versions du Madisonian.
- Secretary
- Madisonian
- Hancock
- Rimmed Shade
- Title Expanded
- Roman Extended
- Ionic
- Black Rose
- Gold Rush
- Bruce Old Style
- Old Style 7
- Silverland
- Silverland Gothic
- Frisco Antique
- Minski
- Belgian
- Mardi Gras Improved
- Geodec Bruce Ornamented